# 小行星7248
小行星7248（7248 Älvsjö）是一颗绕太阳运转的小行星，为主小行星带小行星。该小行星于1992年3月1日发现。

## 轨道参数
小行星7248的轨道半长轴为2.2049625 UA，离心率为0.176。